# Хачатрян, Манвел
Манвел Хачатрян (арм. Մանվել Խաչատրյան; род. 1 января 2004, Армения) — армянский борец греко-римского стиля, член национальной сборной Армении по борьбе, бронзовый призёр чемпионата Европы (2024). 

## Карьера
Впервые Хачатрян выступил на международной арене на молодёжном чемпионате мира по борьбе в октябре 2023 года. На турнире он поочерёдно победил двух соперников, но проиграл третью схватку казахстанцу Ишхару Курбаеву. Затем Хачатрян одолел борца из Украины Евгена Поковбу со счетом 3:2, благодаря чему был удостоен права на поединок за третье место. В схватке за бронзовую медаль проиграл турку Адему Бураку. 
В феврале 2024 года выступил на чемпионате Европы. Там Хачатрян поборол в принципиальной схватке того же Адема Бурака из Турции (13:5). В 1/2 финале уступил молдаванину Артему Деляну, будущему чемпиону Европы. Затем в решающей схватке за третье место в весовой категории до 55 кг одолел борца из Болгарии Стефана Григорова.